# Paul Hanley (Tennisspieler)
Paul Jason Hanley (* 12. November 1977 in Melbourne) ist ein ehemaliger australischer Tennisspieler.

## Karriere
Der Doppelspezialist errang in seiner Karriere 22 Doppeltitel, darunter drei der Masters-Series-Kategorie. Weitere 19-mal erreichte er ein Endspiel. Bei allen vier Grand-Slam-Turnieren spielte er sich mindestens einmal ins Halbfinale vor, der Finaleinzug blieb ihm aber jeweils verwehrt. Allerdings gelang ihm 2005 im Mixed-Wettbewerb von Wimbledon mit Partnerin Tetjana Perebyjnis der Vorstoß ins Endspiel, in dem das Duo Mary Pierce und Mahesh Bhupathi unterlag.
Seine höchsten Weltranglistenplatzierungen erreichte er im Jahr 2000 mit Position 395 im Einzel und 2006 mit Rang 5 im Doppel.
Im September 2014 beendete Paul Hanley seine Karriere. Er trat im Anschluss daran eine Trainings- und Managementverpflichtung bei seinem Heimatverein in Australien an.

## Erfolge
| Legende                                                |
| Grand Slam                                             |
| Tennis Masters Cup / ATP World Tour Finals             |
| ATP Masters Series / ATP World Tour Masters 1000 (3)   |
| ATP International Series Gold / ATP World Tour 500 (7) |
| ATP International Series / ATP World Tour 250 (16)     |

| Titel nach Belag |
| Hartplatz (16)   |
| Sand (7)         |
| Rasen (2)        |
| Teppich (1)      |

### Doppel

#### Turniersiege
| Nr. | Datum              | Turnier        | Belag         | Partner          | Finalgegner                     | Ergebnis          |
| --- | ------------------ | -------------- | ------------- | ---------------- | ------------------------------- | ----------------- |
| 1.  | 30. Juli 2001      | Sopot          | Sand          | Nathan Healey    | Irakli Labadse Attila Sávolt    | 7:6, 6:2          |
| 2.  | 13. Januar 2003    | Sydney (1)     | Hartplatz     | Nathan Healey    | Mahesh Bhupathi Joshua Eagle    | 7:6, 6:4          |
| 3.  | 24. Februar 2003   | Rotterdam (1)  | Hartplatz (i) | Wayne Arthurs    | Roger Federer Maks Mirny        | 7:6, 6:2          |
| 4.  | 12. Mai 2003       | Rom            | Sand          | Wayne Arthurs    | Michaël Llodra Fabrice Santoro  | 6:1, 6:3          |
| 5.  | 29. September 2003 | Schanghai      | Hartplatz     | Wayne Arthurs    | Zeng Shaoxuan Zhu Benqiang      | 6:2, 6:4          |
| 6.  | 3. November 2003   | Paris          | Teppich (i)   | Wayne Arthurs    | Michaël Llodra Fabrice Santoro  | 6:3, 1:6, 6:3     |
| 7.  | 23. Februar 2004   | Rotterdam (2)  | Hartplatz (i) | Radek Štěpánek   | Jonathan Erlich Andy Ram        | 5:7, 7:6, 7:5     |
| 8.  | 21. Juni 2004      | Nottingham     | Rasen         | Todd Woodbridge  | Rick Leach Brian MacPhie        | 6:4, 6:3          |
| 9.  | 14. Februar 2005   | San José       | Hartplatz     | Wayne Arthurs    | Yves Allegro Michael Kohlmann   | 7:6, 6:4          |
| 10. | 23. Mai 2005       | St. Pölten (1) | Sand          | Lucas Arnold Ker | Martin Damm Mariano Hood        | 6:3, 6:4          |
| 11. | 25. Juli 2005      | Indianapolis   | Hartplatz     | Graydon Oliver   | Simon Aspelin Todd Perry        | 6:2, 3:1 Aufgabe  |
| 12. | 3. Oktober 2005    | Bangkok        | Hartplatz (i) | Leander Paes     | Jonathan Erlich Andy Ram        | 7:6, 6:1, 6:2     |
| 13. | 17. Oktober 2005   | Stockholm (1)  | Hartplatz (i) | Wayne Arthurs    | Leander Paes Nenad Zimonjić     | 5:3, 5:3          |
| 14. | 27. Februar 2006   | Rotterdam (3)  | Hartplatz (i) | Kevin Ullyett    | Jonathan Erlich Andy Ram        | 7:6, 7:6          |
| 15. | 6. März 2006       | Dubai          | Hartplatz     | Kevin Ullyett    | Mark Knowles Daniel Nestor      | 1:6, 6:2, [10:1]  |
| 16. | 22. Mai 2006       | Hamburg (1)    | Sand          | Kevin Ullyett    | Mark Knowles Daniel Nestor      | 4:6, 7:6, [10:4]  |
| 17. | 29. Mai 2006       | Pörtschach (2) | Sand          | Jim Thomas       | Oliver Marach Cyril Suk         | 6:3, 4:6, [10:5]  |
| 18. | 19. Juni 2006      | Queen’s Club   | Rasen         | Kevin Ullyett    | Jonas Björkman Maks Mirny       | 6:4, 7:6          |
| 19. | 16. Oktober 2006   | Stockholm (2)  | Hartplatz (i) | Kevin Ullyett    | Olivier Rochus Kristof Vliegen  | 7:6, 6:4          |
| 20. | 15. Januar 2007    | Sydney (2)     | Hartplatz     | Kevin Ullyett    | Mark Knowles Daniel Nestor      | 6:4, 6:7, [10:6]  |
| 21. | 1. März 2008       | Zagreb         | Hartplatz (i) | Jordan Kerr      | Christopher Kas Rogier Wassen   | 6:3, 3:6, [10:8]  |
| 22. | 26. Juli 2009      | Hamburg (2)    | Sand          | Simon Aspelin    | Filip Polášek Marcelo Melo      | 6:4, 6:3          |
| 23. | 27. Februar 2010   | Dubai (2)      | Hartplatz     | Simon Aspelin    | Lukáš Dlouhý Leander Paes       | 6:2, 6:3          |
| 24. | 9. Januar 2011     | Brisbane       | Hartplatz     | Lukáš Dlouhý     | Robert Lindstedt Horia Tecău    | 6:4, Aufgabe      |
| 25. | 15. Januar 2011    | Sydney (3)     | Hartplatz     | Lukáš Dlouhý     | Bob Bryan Mike Bryan            | 6:76, 6:3, [10:5] |
| 26. | 14. April 2012     | Casablanca     | Sand          | Dustin Brown     | Daniele Bracciali Fabio Fognini | 7:5, 6:3          |

#### Finalteilnahmen
| Nr. | Datum            | Turnier             | Belag         | Partner         | Finalgegner                             | Ergebnis           |
| --- | ---------------- | ------------------- | ------------- | --------------- | --------------------------------------- | ------------------ |
| 1.  | 25. Juni 2001    | Nottingham          | Rasen         | Mark Kratzmann  | Donald Johnson Jared Palmer             | 4:6, 2:6           |
| 2.  | 8. Oktober 2001  | Tokio               | Hartplatz     | Nathan Healey   | Rick Leach David Macpherson             | 5:7, 6:72          |
| 3.  | 15. Juli 2002    | Båstad              | Sand          | Michael Hill    | Jonas Björkman Todd Woodbridge          | 6:76, 4:6          |
| 4.  | 28. Oktober 2002 | Stockholm (1)       | Hartplatz (i) | Wayne Arthurs   | Wayne Black Kevin Ullyett               | 4:6, 6:2, 6:74     |
| 5.  | 4. August 2003   | Washington D.C. (1) | Hartplatz     | Chris Haggard   | Jewgeni Kafelnikow Sargis Sargsian      | 5:7, 6:4, 2:6      |
| 6.  | 18. August 2003  | Cincinnati          | Hartplatz     | Wayne Arthurs   | Bob Bryan Mike Bryan                    | 6:73, 4:6          |
| 7.  | 27. Oktober 2003 | Stockholm (2)       | Hartplatz (i) | Wayne Arthurs   | Jonas Björkman Todd Woodbridge          | 3:6, 4:6           |
| 8.  | 10. Mai 2004     | Rom                 | Sand          | Wayne Arthurs   | Mahesh Bhupathi Maks Mirny              | 6:1, 4:6, 6:71     |
| 9.  | 19. Juli 2004    | Los Angeles         | Hartplatz     | Wayne Arthurs   | Bob Bryan Mike Bryan                    | 3:6, 6:76          |
| 10. | 1. November 2004 | Stockholm (3)       | Hartplatz (i) | Wayne Arthurs   | Feliciano López Fernando Verdasco       | 4:6, 4:6           |
| 11. | 28. Februar 2005 | Scottsdale          | Hartplatz     | Wayne Arthurs   | Bob Bryan Mike Bryan                    | 5:7, 4:6           |
| 12. | 21. März 2005    | Indian Wells        | Hartplatz     | Wayne Arthurs   | Mark Knowles Daniel Nestor              | 6:76, 6:72         |
| 13. | 9. Januar 2006   | Adelaide            | Hartplatz     | Kevin Ullyett   | Jonathan Erlich Andy Ram                | 6:74, 6:710        |
| 14. | 7. August 2006   | Washington D.C. (2) | Hartplatz     | Kevin Ullyett   | Bob Bryan Mike Bryan                    | 3:6, 7:5, [3:10]   |
| 15. | 14. August 2006  | Toronto (1)         | Hartplatz     | Kevin Ullyett   | Bob Bryan Mike Bryan                    | 5:7, 1:6           |
| 16. | 21. Mai 2007     | Hamburg             | Sand          | Kevin Ullyett   | Bob Bryan Mike Bryan                    | 3:6, 6:3, [7:10]   |
| 17. | 12. August 2007  | Montréal (2)        | Hartplatz     | Kevin Ullyett   | Mahesh Bhupati Pavel Vízner             | 4:6, 4:6           |
| 18. | 11. April 2009   | Casablanca          | Sand          | Simon Aspelin   | Łukasz Kubot Oliver Marach              | 6:74, 6:3, [6:10]  |
| 19. | 25. Oktober 2009 | Stockholm (4)       | Hartplatz (i) | Simon Aspelin   | Bruno Soares Kevin Ullyett              | 4:6, 6:74          |
| 20. | 14. Februar 2010 | Rotterdam           | Hartplatz (i) | Simon Aspelin   | Daniel Nestor Nenad Zimonjić            | 4:6, 6:4, [7:10]   |
| 21. | 28. Juli 2012    | Kitzbühel           | Sand          | Dustin Brown    | František Čermák Julian Knowle          | 6:74, 6:3, [10:12] |
| 22. | 6. Januar 2013   | Brisbane            | Hartplatz     | Eric Butorac    | Marcelo Melo Tommy Robredo              | 6:4, 1:6, [5:10]   |
| 23. | 23. Februar 2014 | Marseille           | Hartplatz (i) | Jonathan Marray | Julien Benneteau Édouard Roger-Vasselin | 6:4, 6:76, [11:13] |